# Pulau Amsterdam
Pulau Amsterdam är en ö i Indonesien.   Den ligger i provinsen Papua Barat, i den östra delen av landet, 2 900 km öster om huvudstaden Jakarta. Arean är 1,0 kvadratkilometer. Den ligger tillsammans med Pulau Middelburg i ögruppen Meos Su.
Terrängen på Pulau Amsterdam är platt. Öns högsta punkt är 35 meter över havet. Den sträcker sig 0,9 kilometer i nord-sydlig riktning, och 1,7 kilometer i öst-västlig riktning.